# Spergularia stenocarpa
Spergularia stenocarpa là loài thực vật có hoa thuộc họ Cẩm chướng. Loài này được (Phil.) I.M.Johnst. miêu tả khoa học đầu tiên năm 1929.